# Requiescat (слика)
Requiescat (прев. Почивај у миру) је слика настала у техници уља на платну британског уметника хугенотског порекла Брајтона Ривијера, завршена 1888. године. Слика приказује средњовековног витеза у оклопу, који лежи на кревету са плавим цветним огртачем. Пас, често идентификован као раса гонич Светог Хуберта, седи поред кревета и пажљиво гледа у лице витеза на кога је положено цвеће, што указује на смрт. Израз пса потенцијално је објашњен насловом слике, Requiescat, што значи „молитва за покој мртве особе”. Слика се налази у колекцији Уметничке галерије Новог Јужног Велса.

## Историја изложбеног приказивања
- Краљевска академија уметности, 1888, Краљевска академија уметности, Лондон, 1888–1888
- Светска колумбијска изложба, 1893, Џексон Парк, Чикаго, 1. мај 1893–30. октобар 1893.
- Тасманијска међународна изложба, Хобарт 1894, место изложбе непознато, 15. новембар 1894–15. мај 1895.
- Интернационална уметничка изложба, Берлин 1896, Непознато место изложбе, , 1896–1896
- Колекција Гранд кортс, Уметничка галерија Новог Јужног Велса, Сиднеј, новембар 2021–2023